# Playa de Viavélez
La playa de Viavélez es una de las playas del concejo de El Franco en Asturias. Está situada en la localidad del mismo nombre, no tiene servicios de socorrismo ni ningún otro y tiene poca asistencia de bañistas. Está en el mismo puerto y tiene forma de concha con una longitud de unos 100 m y una anchura media escasísima que se estima alrededor de 1,0 m y que solo puede apreciarse cuando hay bajamares vivas. La arena es oscura y el grano tiene tamaño medio.
Las localidades cercanas son Viavélez y La Caridad. Como la playa está en el propio puerto pesquero de Viavélez, la localización y acceso a ella es muy fácil. También, por su ubicación, es una playa muy segura. Para los andarines tiene el aliciente de tener al lado la senda costera «E-9» de Viavélez a Ortiguera y de Viavélez a Tapia de Casariego.